# Ратнер, Евсей Иделевич
Евсей Иделевич Ратнер (18 апреля 1900, Почеп, Черниговская губерния — 26 декабря 1978, Реховот, Израиль) — советский учёный в области агрохимии и физиологии растений. Кандидат сельскохозяйственных наук (1937), доктор биологических наук (1947), профессор (1948).

## Биография
Рано лишившись отца, воспитывался отчимом. В 1905 году семья переехала в Гомель. Учился в хедере и в трёхлетней народной школе для еврейских детей. С тринадцати лет начал самостоятельно работать, окончил вечернюю школу, затем поступил в сельскохозяйственный техникум в Москве. Окончил факультет почвоведения Сельскохозяйственной академии им. К. А. Тимирязева в Петровско-Разумовском в 1923 году. В 1923 году был назначен директором еврейского павильона на Всесоюзной сельскохозяйственной выставке в Москве. Работал преподавателем на курсах специалистов для еврейских сельскохозяйственных поселений, организованных на базе школы Еврейского колониального общества в Николаевской области. Курсы были преобразованы в техникум и затем переведены в Одессу как еврейское отделение Одесского сельскохозяйственного института, с преподаванием на еврейском языке. Некоторое время жил в Крыму.
Вернувшись в Москву в 1926 году, занялся научной работой в области физиологии растений и агрохимии. Будучи заведующим лабораторией в Институте овощного хозяйства (НИИОХ) в Мытищах, познакомился со своей будущей женой Кцией Павловной Марголиной, которая работала там же лаборанткой. Позже на протяжении 35 лет работал старшим научным сотрудником и заведовал лабораторией корневого питания растений в Институте физиологии растений имени К. А. Тимирязева АН СССР.
В 1951 году стал лауреатом премии имени К. А. Тимирязева за работу «Минеральное питание растений и поглотительная способность почв». Награждён орденами Трудового Красного Знамени и «Знак Почёта». Член Всесоюзного ботанического общества (1948).
После эмиграции в Израиль 20 сентября 1973 года работал в научно-исследовательском Центре биотехнологий Волкани в Бейт-Дагане, опубликовал монографию на иврите «Нитрогенное питание зернобобовых и пути его улучшения» (1977), несколько работ в журнале «Plant and Soil».

## Семья
- Жена — Кция Павловна Ратнер-Марголина (1905—1999), дочь издателя П. В. Марголина, научный сотрудник лаборатории водного режима в Институте физиологии растений имени К. А. Тимирязева АН СССР, автор трёх поэтических сборников на идише.[8][9][10]
  - Дочери — математик Марина Евсеевна Ратнер и Юдифь Евсеевна Ратнер (род. 1935), выпускница факультета полезных ископаемых Московского горного института, научный сотрудник НИИ металлургии АН СССР, кандидат химических наук («Кинетика и катализ процессов восстановления кислородных соединений вольфрама, молибдена и рения с целью получения чистых металлов для порошковой металлургии», 1970), активистка движения отказников.[11][12][13]

## Монографии
- Минеральное питание растений и поглотительная способность почв. М.: Издательство АН СССР, 1950.
- Питание растений и применение удобрений. М.: АН СССР, 1955; 2-е, расширенное издание — М.: Наука, 1965.
- Питание растений и жизнедеятельность их корневых систем. Тимирязевские чтения, том 16. М.: Издательство АН СССР, 1958.
- Молибден и урожай. М.: Издательство АН СССР, 1959.
- Ishrana biljaka i životna delatnost korenovog sistema. Beograd: Zadružna knjiga, 1961.
- הזנה הנקתית של קיטניות וכמה דרכים לשיפורה (Nitrogen Nutrition of Legumes and Some Means of Improving It). Бейт-Даган: מרכז וולקני (Центр Волкани), 1977.

## Публикации
- E. I. Ratner. Über die Ursache der Abnahme der Adsorptionskapazität einiger Böden nach ihrer Bearbeitung mit 0,05 n. HCl. (Zur Frage der Natur der Bodenazidität). Zeitschrift für Pflanzenernährung, Düngung, Bodenkunde. Volume 31, Issue 4—6, pages 346—353, 1933.
- E. I. Ratner. The Influence Of Exchangeable Sodium In The Soil On Its Properties As a Medium For Plant Growth. Soil Science: December 1935, Volume 40, Issue 6, pp. 459—472.
- E. I. Ratner, Rina Lobel, Helena Feldhay, A. Hartzook. Some characteristics of symbiotic nitrogen fixation, yield, protein and oil accumulation in irrigated peanuts (Arachis hypogaea L.). Plant and Soil, April 1979, Volume 51, Issue 3, pp. 373—386.